# 莲江口镇
莲江口镇，是中华人民共和国黑龙江省佳木斯市郊区下辖的一个乡镇级行政单位。

## 行政区划
莲江口镇下辖以下地区：
中心社区、红升社区、镇北社区、长胜村、万庆村、红升村、永兴村和良种场生活区。